# 相国寺

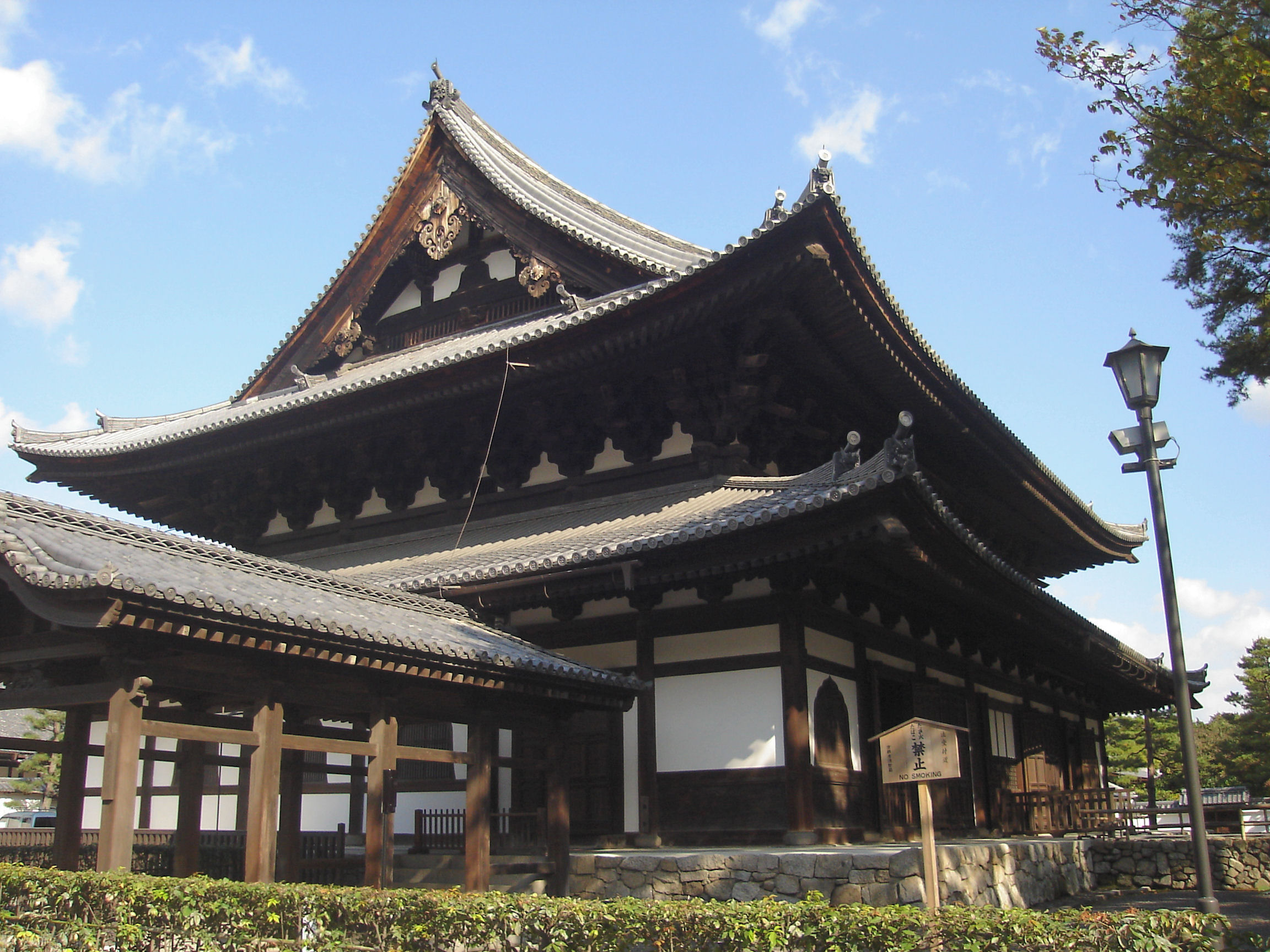
法堂（側面）

相国寺（しょうこくじ）は、京都市上京区相国寺門前町にある臨済宗相国寺派の大本山の寺院。山号は萬年山（まんねんざん）。本尊は釈迦如来。
足利将軍家や伏見宮家および桂宮家ゆかりの禅寺であり、京都五山の第二位に列せられている。相国寺は五山文学の中心地であり、画僧の周文や雪舟は相国寺の出身である。また、京都の観光名所として著名な鹿苑寺（金閣寺）、慈照寺（銀閣寺）は、相国寺の山外塔頭（さんがいたっちゅう）である。

## 歴史
永徳2年（1382年）、室町幕府第3代将軍足利義満は、花の御所の隣接地に一大禅宗伽藍を建立することを発願した。その地はかつて行基により創建された出雲寺（現・毘沙門堂。出雲寺は現・上京区毘沙門町にあった）や、法然が住していた賀茂の釈迦堂（現・百万遍知恩寺）が建っていた場所であるが、当時は安聖寺や公家の屋敷が建てられていたのでそれらを移転させている。こうして新たな寺院が建立されることとなり、その名称は、春屋妙葩が開基である足利義満が唐名では「相国」と呼ばれる職である左大臣に任じられていたことから相国寺を推し、また、義堂周信が明には五山制度の始まりの寺院である大相国寺があり、それにあやかって相国寺を推したことから「相国寺」と名付けられた。
その間、至徳3年（1386年）には義満によって京都五山と鎌倉五山が改めて制定され、相国寺は京都五山の第二位に叙されている。寺が竣工したのは創建から10年後の明徳3年（1392年）であった。
義満は、禅の師であった春屋妙葩に開山となることを要請したが、妙葩はこれを固辞。妙葩の師夢窓疎石を開山とするなら自分は喜んで2世住職になると返したため、疎石が開山となった。尤も、2世住職・妙葩も相国寺伽藍の完成を見ずに嘉慶2年（1388年）に没している。3世住職にはもう1人の禅の師である義堂周信の推挙によって空谷明応が任じられた。空谷明応は3度住持を務め、伽藍完成から2年後の応永元年（1394年）の火災で伽藍が全焼した際も義満に乞われて住職に復帰して再建にあたっている。応永8年（1401年）3月5日に義満は相国寺を京都五山の第一位に昇らせた。応永14年（1407年）頃に寺は復興を果たした。この頃には塔頭が50か寺ほどもあり隆盛を誇っていた。ただ、義満が亡くなった後の応永17年（1410年）2月28日、相国寺の京都五山の序列は元の通りの第二位に戻されている。
しかし、応永32年（1425年）に再び火災で全焼し、寛正4年（1463年）に復興している。応仁元年（1467年）には相国寺が応仁の乱の細川方の陣地とされたため、そのあおりを受けて全焼した（相国寺の戦い）。その後、再建が進められていたが天文20年（1551年）に細川晴元と三好長慶の争いに巻き込まれて全焼した（相国寺の戦い）。ここまでで都合4回も全焼の憂き目にあっている。
天正12年（1584年）、相国寺の中興の祖とされる西笑承兌が住職となり、復興を進めた。現存する法堂は慶長10年（1605年）に豊臣秀頼によって建立されたものである。慶長14年（1609年）には三門が徳川家康によって寄進されている。その後、元和6年（1620年）に火災があった。
明和2年（1765年）9月29日、伊藤若冲により釈迦三尊像と動植綵絵が寄進されている。
天明8年（1788年）の天明の大火で法堂、浴室、塔頭9か寺を残してほとんどの堂宇が焼失した。現存の伽藍の大部分は19世紀はじめの文化年間（1804年 - 1818年）に再建されたものである。
明治時代になると廃仏毀釈の影響を受け、多くの塔頭が統合されたり廃絶されたりし、相国寺は困窮した。そこで、1889年（明治22年）3月に伊藤若冲が描いた動植綵絵を明治天皇へ献納し金1万円が下賜された。これにより、1万8千坪の敷地の維持ができた。それでも塔頭が建っていた跡地の多くは失われ、その跡地には同志社大学、京都府立鴨沂高等学校、京都市立烏丸中学校などが建てられた。

## 七重大塔

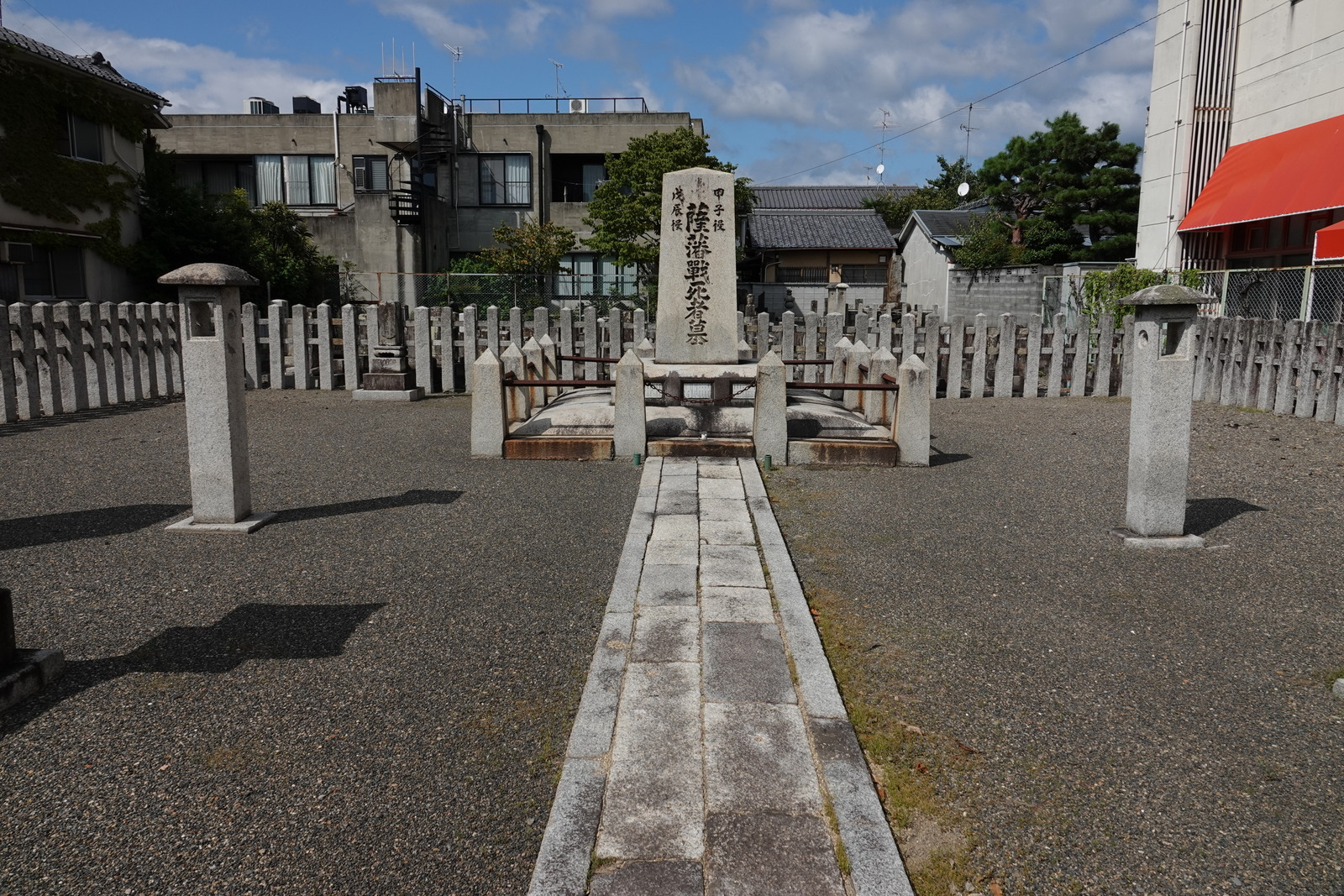
薩摩藩戦死者墓

足利義満によって応永6年（1399年）に建てられた七重大塔は、応永10年（1403年）に落雷で焼失したが、七重大塔は全高（尖塔高）109.1m（360尺。比較資料：1 E2 m）を誇り、史上最も高かった日本様式の仏塔である。1914年（大正3年）の日立鉱山の大煙突（高さ155.7m）竣工までのおよそ515年間、高さ歴代日本一の構築物の記録は破られなかった。七重大塔は北山山荘（現・鹿苑寺）内に塔を移して再建された（北山大塔）が、義満の没後の応永23年（1416年）に再び落雷で焼失した。その後、足利義持の意向で相国寺の元の場所にて再建されたのが3代目の塔であるが、文明2年（1470年）にまたもや落雷で焼失している。

## 境内

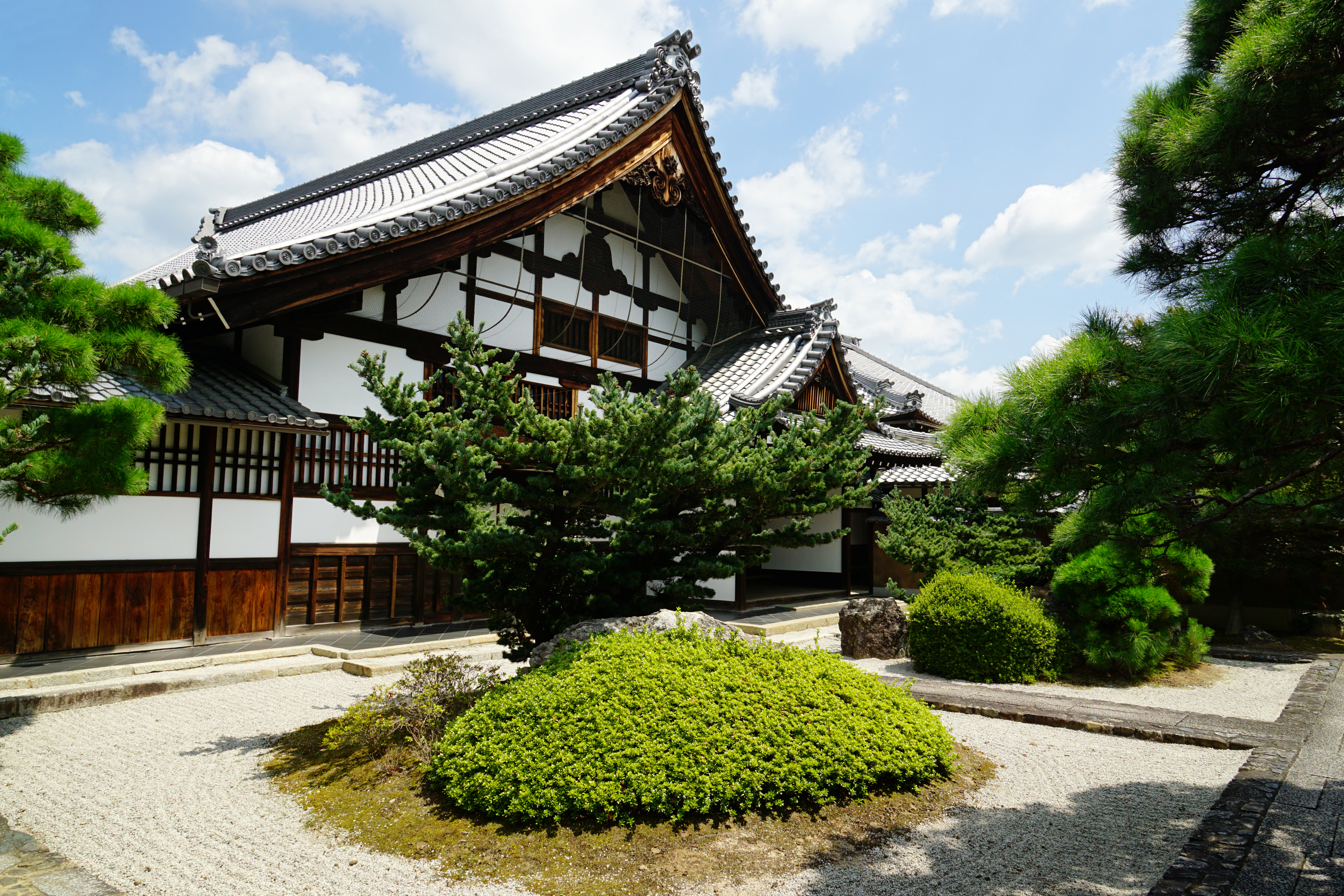
庫裏

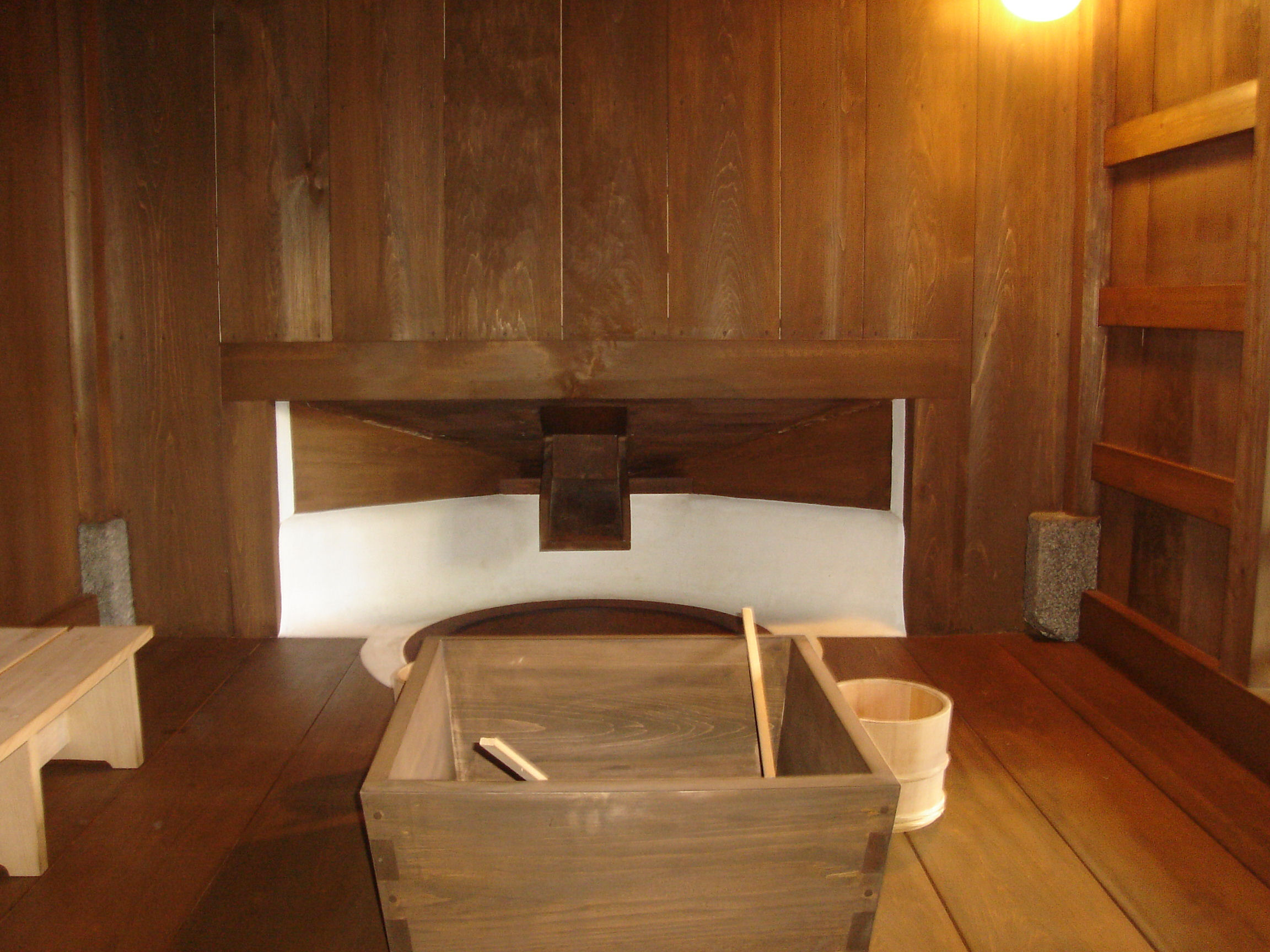
浴室（宣明）

境内は京都御所の真北に位置し、同志社大学に隣接している。最盛期には東は寺町通り、西は大宮通り、南は一条通り、北は上御霊神社との境までが相国寺の寺域であった。応仁の乱による焼失後、三門と仏殿は再建されることなく、近世以降は法堂が仏殿（本尊を安置する堂）を兼ねている。
- 法堂（重要文化財） - 無畏堂とも呼ばれるが、現在、当寺には仏殿がないために仏殿も兼ねているため本堂とも呼ばれる。慶長10年（1605年）に豊臣秀頼が米1万5千石を寄進して再建された。この時点で5回目の再建であった。日本にある法堂建築としては最古のものである。本尊である釈迦如来坐像と脇持の阿難尊者像、迦葉尊者像は運慶による作とされている。天井にある蟠龍図は狩野光信の手になる。特定の場所で手を打つと反響するため、「鳴き龍」と呼ばれる。最初に建てられたのは明徳2年（1391年）であり、法雷堂と称された。
- 開山堂（開山塔、京都府指定有形文化財） - 開山・夢窓疎石像を祀る堂で、桃園天皇の皇后・恭礼門院の女院御所内にあった黒御殿を文化4年（1807年）に下賜されて現在地に移築したもの。礼堂と祠堂で構成されている。創建時の開山堂は資寿院と呼ばれていた。
- 開山堂庭園「龍渕水の庭」 - 奥が山水庭園で、手前が枯山水庭園となっている。山水庭園にはかつては水が流れていた。
- 方丈（京都府指定有形文化財） - 文化4年（1807年）再建。扁額「方丈」は中国の名筆家・張即文の筆。方丈と周りの杉戸絵、琴棋書画の間の琴棋書画図、聴呼の間の八仙人図は原在中の筆。竹の間の竹図は浄土宗の僧・玉潾の筆。梅の間の老梅図は伊藤若冲の弟子で相国寺第115世・維明周奎の筆。御所移しの間にある吉野山桜図は御所の清涼殿より拝領したもので、土佐光起の筆ともされている。
- 大玄関 - 1883年（明治16年）に設けられたもので、それまでは韋駄天を祀る堂であったと考えられている。
- 方丈前庭 - 白砂が敷かれている。
- 方丈勅使門（京都府指定有形文化財）
- 裏方丈庭園（京都市指定名勝） - 苔庭に石の川が造られている。
- 庫裏（京都府指定有形文化財） - 香積院とも呼ばれる。文化4年（1807年）再建。
- 承天閣美術館 - 相国寺と塔頭寺院（鹿苑寺、慈照寺など）の文化財を収蔵展示する施設で、1984年（昭和59年）4月に開館した。
- 般若林 - 本来は境内のアカマツ林の名称であったが、現在は演劇塾「おさだ塾」の本拠地の建物をいう。
- 浴室（京都府指定有形文化財） - 宣明（せんみょう）とも呼ばれる。慶長4年（1596年）再建。蒸気浴をしながら柄杓で湯をかけて入浴を行ったとされる。創建は応永7年（1400年）頃。（右の画像参照）
- 天響楼（鐘楼） - 2011年（平成23年）夏の建立。中国の開封にある大相国寺（中国語版）により二つ鋳造された梵鐘のうちの一つ。日中佛法興隆・両寺友好の記念として寄進されたもの。
- 鎮守八幡宮 - かつては現在の上京区御所八幡町にあった。
- 後水尾帝歯髪塚 - この地には、もともと承応2年（1653年）に後水尾上皇によって再建された大塔があり、その上層部に後水尾上皇の歯と髪を納めていた。しかし、天明8年（1788年）の天明の大火で焼失したため、この塚が造られた。
- 経蔵（京都府指定有形文化財） - 万延元年（1860年）再建。この地にはもともと宝塔が建てられていた。
- 足利義政の墓
- 藤原定家の墓
- 伊藤若冲の墓
- 弁天社（京都府指定有形文化財） - 17世紀後半の建築で、もともとは久邇宮邸で祀られていたもの。1880年（明治13年）に久邇宮朝彦親王によって寄進され、移築された。
- 宗旦稲荷社 - 千宗旦に化けていた狐・宗旦狐を祀る。
- 洪音楼（鐘楼、京都府指定有形文化財） - 天保14年（1843年）再建。袴腰付鐘楼。梵鐘は寛永6年（1629年）に鋳造されたものを寛政元年（1789年）4月に買い取ったもの。
- 仏殿跡 - 礎石と土壇が残る。以前の建物は天文20年（1551年）の石橋の乱で焼失した。
- 三門跡 - 礎石と基壇が残る。以前の建物は慶長14年（1609年）に徳川家康によって寄進されたものだったが、天明8年（1788年）の天明の大火で焼失した。
- 方丈池
- 天界橋
- 勅使門（京都府指定有形文化財） - 御幸門とも呼ばれる。慶長年間（1596年 - 1615年）再建。
- 総門（京都府指定有形文化財） - 寛政9年（1797年）再建。
- 法然水 - 法然ゆかりの井戸。境内の外、北側にある。

## 塔頭寺院
かつては臨済宗の事実上の最高機関として五山以下の諸寺を統括する役所鹿苑院があった。足利義満が鹿苑院の院主である絶海中津を僧録に任命して以来、その院主が僧録を兼務し鹿苑僧録として権勢を振るうことになった。明治時代初期の廃仏毀釈の嵐に見舞われて廃絶。

### 山内塔頭
- 大光明寺
- 豊光寺 - 西笑承兌が豊臣秀吉追善のため創建。天明の大火で焼失し、廃絶の危機にあったが、明治15年（1882年）荻野独園が、慧林院とその子院霊香軒の客殿を移築し再興。
- 長得院
- 慈照院
- 慈雲院 - 室町時代中期に創建された[5]。開祖の瑞渓周鳳は相国寺第42世住持を務め、室町幕府8代将軍足利義政に重用されて幕府の外交文書の作成にあたり、日本初の外交史書とされる『善隣国宝記』を編集した。相国寺第113世住持で慈雲院第9世住持の大典顕常（梅荘顕常）は詩文に長じて一世を風靡し、幕府の信任を受け朝鮮修文職として多くの外交文書に携わった。特に伊藤若冲との親交は深く、売茶翁とも交友があった。本堂仏間には本尊の釈迦如来像が安置されている。本堂北側の廊下には岸連山が虎を描いた板戸が残されている。そのほかにも岸連山の障壁画があり、これらは元は二条家の屋敷にあったものと伝えられている。足利義俊筆の松鶴図や別所如閑筆の釈迦三尊像、伝明兆筆の涅槃図などを寺宝として所蔵している。
- 瑞春院 - 水上勉が幼い時に暮らし、小説『雁の寺』のモデルになった。
- 養源院
- 普広院
- 大通院 - 相国寺の「専門道場」となっている。坐禅堂は選仏場ともいう。
- 林光院 - 足利義嗣の菩提を弔うため、夢窓疎石を勧請開山として創建。元は二条西ノ京にあった紀貫之邸宅跡にあったが、移転を繰り返した後、豊臣秀吉の命により山内に移った。明治時代には荒廃し廃院となっていたが、大正8年（1919年）橋本獨山によって再興。建物は仁正寺藩藩邸を買い取り移築。南庭の鶯宿梅には、平安時代の村上天皇の代に清涼殿の梅が枯れたので紀内侍（紀貫之娘）宅の梅を移植したが、「勅なればいともかしこし鶯の 宿はととはばいかがこたえん」という別れを惜しむ娘の和歌短冊が添えられ、これに心打たれた天皇は梅を返したという逸話が残る（『大鏡』[注釈 2]）。大正4（1915）年に境外墓所に「甲子役戊辰役薩藩戦死者墓」が建てられた。この墓は甲子役すなわち禁門の変（元治元（1864）年と戊辰戦争（特に鳥羽伏見の戦い）に関わって亡くなった方を弔ったものである[6]。
- 光源院 - 応永28年（1421年）に創建された[5]。永禄の変で三好義継と松永久通らの軍勢に襲撃され亡くなった室町幕府13代将軍の足利義輝の菩提寺となり、義輝の院号から光源院と名付けられた。昭和63年（1988年）に再建された本堂には、室中の12面に亘り、日本画家の水田慶泉が半年がかりで描いたという襖絵「十二支の図」がある。本堂南には自然石で十二支を表した庭も造られている。2021年に上間と下間の2部屋に、画家の加藤晋による襖絵「風雷坊」「春」「夏秋冬」が奉納された。風景の中に、桃太郎や笠地蔵などの日本の昔話や西遊記などの登場人物を潜ませた絵で、あらゆるものが仏性を持つとする草木国土悉皆成仏の世界を表したものである。明治期の廃仏毀釈の折に移築されたという行者堂には、岩窟に前鬼と後鬼を従えた神變大菩薩（役行者）像が祀られている。その左右には弘法大師像と不動明王像が安置されている。
- 玉龍院

### 山外塔頭
- 鹿苑寺（金閣寺）
- 慈照寺（銀閣寺）
- 真如寺

### かつての山内塔頭
- 鹿苑院

## 文化財

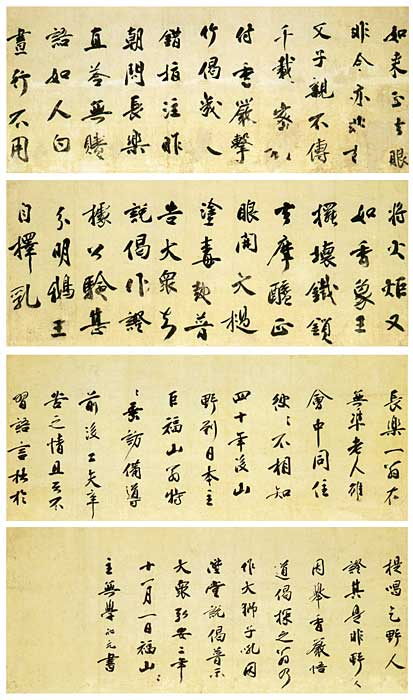
無学祖元墨蹟 与長楽寺一翁偈語

承天閣美術館収蔵品については、同美術館の項を参照。以下には相国寺伝来品のみを掲げる。

### 国宝
- 無学祖元墨蹟 4幅 与長楽寺一翁偈語 弘安二年十一月一日：弘安2年11月1日（1279年12月11日）

### 重要文化財
- 本堂（法堂）附：玄関廊
- 紙本墨画猿猴竹林図 長谷川等伯筆 六曲屏風一双
- 絹本著色十六羅漢像 陸信忠筆 16幅
- 絹本著色鳴鶴図 文正筆 2幅
- 絹本墨画淡彩 鳳凰図 林良筆
- 紙本墨画 山水図 絶海中津の賛あり
- 子元祖元高峰顕日問答語
- 十牛頌（伝・絶海中津筆）10幅
- 明主勅書 永楽五年五月二十五日とあり（1407年）
- 異国通船朱印状 13通
- 普広院指図

### 京都府指定有形文化財
以下のもの
- 開山堂
- 方丈
- 方丈勅使門
- 庫裏
- 浴室
- 鐘楼（洪音楼）
- 経蔵
- 弁天社
- 勅使門
- 総門

### 京都市指定名勝
- 相国寺裏方丈庭園 - 1985年（昭和60年）6月1日指定。

## 主な行事
- 観音懴法 6月17日 相国寺で最も特徴的な法要。観音懴法とは、観音菩薩に対して一切の罪を懺悔し、その罪を消し去るための法要。方丈室中中央に「白衣（びゃくえ）観音像」を掛け、周囲にも文殊菩薩、普賢菩薩等の三十三観音像が掛けられて、その中で相国寺独特の声明により、法要が行なわれる。この法要での声明は「相国寺の声明面（しょうみょうづら）」と評されるほど特徴的なものである。
- 鹿苑忌 5月6日 開基足利義満の命日である5月6日に執り行なわれる法要。
- 普明忌 10月3、4日 創建開山春屋妙葩の忌日法要。
- 開山忌 10月20、21日 勧請開山夢窓疎石の忌日法要。
- 後水尾天皇忌 8月19日 後水尾天皇の忌日法要[8][9]。

## 前後の札所
神仏霊場巡拝の道
98 大聖寺　-　99 相国寺　-　100 御霊神社

## アクセス
鉄道
- 京都市営地下鉄烏丸線今出川駅下車 徒歩5分
- 京阪電車出町柳駅下車（1番出口） 徒歩16分

バス
- 京都市営バス59・201・203系統「同志社前」下車 徒歩2分

自動車道